# Regió Nord-oriental del Marañón

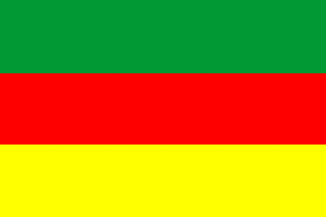
Bandera regional

La Regió Nord-oriental del Marañón fou una de les regions del Perú formades el 1987 i dissolta el 1992. Fou coneguda pel seu acrònim de RENOM.
La formaven els departaments de Lambayeque, Cajamarca i Amazonas.

## Bandera i escut
Els seus símbols no es coneixen gaire bé. Es creu que en un principi es va fer servir una bandera verda llisa amb l'escut al centre, i després va passar a una de tres franges horitzontals (verd, vermell i groc). Però altres informacions assenyalen que l'origen fou de tres franges i després verda llisa amb escut.